# Deinococcota
Phylum
Synonymes
- Deinococcota Whitman et al. 2018
- Deinococcaeota Oren et al. 2015
- Hadobacteria Cavalier-Smith 2006
- Deinococcus-Thermus Weisburg et al. 1989

Les Deinococcota (en français les Deinococcobactéries, anc. Deinococcobacteria ou « groupe Deinococcus-Thermus ») sont un phylum monotypique du règne des Thermotogati au sein du domaine Bacteria. Son nom provient de Deinococcus qui est le genre type de ce phylum.
Selon la LPSN (27 avril 2025) ce phylum ne contient qu'une seule classe, les Deinococci Garrity & Holt 2002.

## Historique
Décrit en 1989 sous le nom de groupe Deinococcus-Thermus par Weisburg et al. mais publié de manière non valide, ce taxon a été republié en 2021 pour se conformer aux règles de nomenclature de l'ICSP et rebaptisé Deinococcota en maintenant l'autorité d'invention à Weisburg mais avec la date de validation de 2021.

## Taxonomie

### Étymologie
L'étymologie de Deinococcota est la suivante : Dei.no.coc.co’ta N.L. masc. n. Deinococcus, genre type du phylum; N.L. neut. pl. n. suff. -ota, suffixe pour définir un phylum; N.L. neut. pl. n. Deinococcota, le phylum des Deinococcus,.